# Stemodia lanceolata
Stemodia lanceolata är en grobladsväxtart som beskrevs av George Bentham.
Stemodia lanceolata ingår i släktet Stemodia och familjen grobladsväxter. Inga underarter finns listade i Catalogue of Life.